# Havneby
Havneby is een plaats in de Deense regio Zuid-Denemarken, gemeente Tønder, en telt 320 inwoners (2007). Havneby is een kleine vissersplaats op het eiland Rømø. Vanuit de haven is er een veerbootverbinding met de Duitse plaats List op het tegenovergelegen, zuidelijke buureiland Sylt.
De haven werd in de periode 1961-64 aangelegd en werd een overslagplaats voor de visvangst van voornamelijk garnalen, tweekleppigen en mosselen. Sinds eind jaren 80 (1980-89) begon de opkomst van het moderne strandtoerisme naar het eiland,  waarna er te Havneby appartementen, zomerhuizen, hotels en vakantieparken werden gebouwd. In 1999 ging het gebouw van de visafslag door een orkaan verloren, en werd daarna niet herbouwd. 
- Virtual International Authority File: 316876147